# Lake Holcombe (Wisconsin)
Lake Holcombe es un pueblo ubicado en el condado de Chippewa en el estado estadounidense de Wisconsin. En el Censo de 2010 tenía una población de 1031 habitantes y una densidad poblacional de 13 personas por km².

## Geografía
Lake Holcombe se encuentra ubicado en las coordenadas 45°14′45″N 91°6′13″O / 45.24583, -91.10361. Según la Oficina del Censo de los Estados Unidos, Lake Holcombe tiene una superficie total de 79.33 km², de la cual 68.96 km² corresponden a tierra firme y (13.07%) 10.37 km² es agua.

## Demografía
Según el censo de 2010, había 1031 personas residiendo en Lake Holcombe. La densidad de población era de 13 hab./km². De los 1031 habitantes, Lake Holcombe estaba compuesto por el 97.09% blancos, el 0.1% eran afroamericanos, el 0.39% eran amerindios, el 1.07% eran asiáticos, el 0% eran isleños del Pacífico, el 0.48% eran de otras razas y el 0.87% pertenecían a dos o más razas. Del total de la población el 1.84% eran hispanos o latinos de cualquier raza.